# Chris Tucker
Christopher Tucker, detto Chris (Atlanta, 31 agosto 1971), è un attore, comico e cabarettista statunitense, conosciuto principalmente per il ruolo di James Carter nella trilogia Rush Hour.

## Biografia
Di famiglia numerosa, sei figli, il padre Norris è un uomo d'affari e proprietario di una ditta di servizi igienici, mentre la madre è Mary Louise Bryant.
Il primo ruolo di spicco che ottiene è nel film Ci vediamo venerdì (1995), dove è coprotagonista insieme ad Ice Cube, dopo di che recita in importanti pellicole come Traffico di diamanti (1997) con Charlie Sheen e Il quinto elemento (1997) con Bruce Willis.
Tuttavia, la popolarità per Tucker arriva soltanto grazie al poliziesco Rush Hour (1998), dove recita al fianco di Jackie Chan nel ruolo di una coppia di poliziotti completamente diversi tra loro. Il film ottiene un ottimo successo, e Tucker viene confermato per recitare anche nei due sequel della pellicola Colpo grosso al drago rosso - Rush Hour 2 (2001) e Rush Hour - Missione Parigi (2007).
Nonostante sia apparso relativamente in pochi film, Tucker ha firmato un contratto con la New Line Cinema che per 40 milioni di dollari, si è assicurata la partecipazione dell'attore in almeno due film, uno dei quali è stato Rush Hour.

## Filmografia

### Cinema
- The Meteor Man, regia di Robert Townsend (1993) - non accreditato
- House Party 3, regia di Eric Meza (1994)
- Ci vediamo venerdì (Friday), regia di F. Gary Gray (1995)
- Panther, regia di Mario Van Peebles (1995)
- Dollari sporchi (Dead Presidents), regia di Allen e Albert Hughes (1995)
- Il quinto elemento (Le cinquième élément), regia di Luc Besson (1997)
- Traffico di diamanti (Money Talks), regia di Brett Ratner (1997)
- Jackie Brown, regia di Quentin Tarantino (1997)
- Rush Hour - Due mine vaganti (Rush Hour), regia di Brett Ratner (1998)
- Colpo grosso al drago rosso - Rush Hour 2 (Rush Hour 2), regia di Brett Ratner (2001)
- Rush Hour - Missione Parigi  (Rush Hour 3), regia di Brett Ratner (2007)
- Il lato positivo - Silver Linings Playbook (Silver Linings Playbook), regia di David O. Russell (2012)
- Billy Lynn - Un giorno da eroe (Billy Lynn's Long Halftime Walk), regia di Ang Lee (2016)
- Air - La storia del grande salto (Air), regia di Ben Affleck (2023)

### Televisione
- Mr. Cooper - serie TV, 1 episodio (1992)

## Doppiatori italiani
Nelle versioni in italiano delle opere in cui ha recitato, Chris Tucker è stato doppiato da:
- Nanni Baldini ne Il quinto elemento, Rush Hour - Due mine vaganti, Colpo grosso al drago rosso - Rush Hour 2, Rush Hour - Missione Parigi, Il lato positivo - Silver Linings Playbook, Air - La storia del grande salto
- Riccardo Rossi in Dollari sporchi
- Fabrizio Vidale in Traffico di diamanti
- Fabio Boccanera in Jackie Brown
- Luca Ghignone in Billy Lynn - Un giorno da eroe

## Curiosità
Ha partecipato al videoclip di You Rock My World di Michael Jackson. I due erano ottimi amici e Chris ha reso spesso tributo al cantante nella saga di film di Rush Hour, imitandone le movenze di danza e cantando Don't Stop 'Til You Get Enough in Colpo grosso al drago rosso - Rush Hour 2.